# Xianren (sockenhuvudort i Kina, Zhejiang Sheng, lat 27,59, long 119,75)
Xianren (kinesiska: 仙居, 仙稔乡) är en sockenhuvudort i Kina. Den ligger i provinsen Zhejiang, i den östra delen av landet, omkring 300 kilometer söder om provinshuvudstaden Hangzhou. Antalet invånare är 2 290. Befolkningen består av 1 081 kvinnor och 1 209 män. Barn under 15 år utgör 16,0 %, vuxna 15-64 år 65 %, och äldre över 65 år 18,0 %.
Runt Xianren är det ganska tätbefolkat, med 134 invånare per kvadratkilometer. Närmaste större samhälle är Siqian, 9,3 km norr om Xianren. I omgivningarna runt Xianren växer i huvudsak blandskog.
Genomsnittlig årsnederbörd är 2 328 millimeter. Den regnigaste månaden är juni, med i genomsnitt 383 mm nederbörd, och den torraste är januari, med 67 mm nederbörd.